# Franz Xaver Heller
Franz Xaver Heller  (* 24. Dezember 1775 in Würzburg; † 20. Dezember 1840 ebenda) war ein deutscher Botaniker, Arzt und Hochschullehrer in Würzburg. Sein offizielles botanisches Autorenkürzel lautet „F.Heller“

## Leben
Sein Vater Ignaz oder Ignatz Heller (1750–1798) war als Gärtner ab 1779 Obergeselle und von 1786 bis 1798 leitender botanischer Gärtner im Juliusspital in Würzburg unter Gabriel Heilmann. Franz Xaver Heller studierte Medizin und Chirurgie in Würzburg und wurde dort 1800 zum Dr. med. promoviert mit einer Dissertation über die Fortpflanzungsorgane von Pflanzen. Im gleichen Jahr trat er eine neugeschaffene Assistentenstelle am Juliusspital an. 1803 wurde er außerordentlicher Professor für Botanik und Materia medica an der Philosophischen Fakultät der Universität Würzburg und außerordentlicher Professor der Medizin, 1806 (als Nachfolger von Gabriel Heilmann) außerordentlicher Professor für Botanik und Materia medicca an der Medizinischen Fakultät und 1805 ordentlicher Professor für medizinische Botanik in Würzburg. Von 1806 bis 1840 war er als Nachfolger Heilmanns Vorstand des das juliusspitälische anatomische Theater umgebenden Botanischen Gartens. Ordentlicher Professor der Würzburger Medizinischen Fakultät wurde er 1813. 1828/1829 war er Rektor der Julius-Maximilians-Universität. Er wirkte zudem als niedergelassener Arzt mit einer großen Praxis in Würzburg.
Er veröffentlichte eine Beschreibung der Pflanzen im Großherzogtum Würzburg (von der Rhön bis zum Steigerwald im Osten und das Taubertal im Süden). Sein Werk verschaffte ihm viel Anerkennung, er erhielt die goldene Verdienstmedaille des Fürstprimas Karl Theodor von Dalberg, wurde zum Hofrat ernannt und bekam 1817 einen Ruf auf einen Lehrstuhl in den Niederlanden. In Würzburger Gesellschaftskreisen erntete er dagegen Kritik, da er im Vorwort seiner Schrift die Liebhaber exotischer Pflanzen kritisierte, dass sie die heimische Flora vernachlässigten. Er selbst widmete sich auf botanischem Gebiet hingegen vor allem der Würzburger Flora, überließ aber die Sorge um die exotischen Pflanzen und Sammlungen des Botanischen Gartens dem botanischen Gärtner Andreas Roman Wolff und wurde wegen seiner Spezialisierung auf die heimische Flora teils heftig kritisiert.
Im Jahr 1824 wurde die Gattung Helleria Nees & Mart., 1824 (heute in Vantanea) der Humiriaceae nach ihm und seinem Bruder Georg benannt. 1828 wurde er korrespondierendes Mitglied der Medizinisch-botanischen Gesellschaft in London.
Im Jahr 1840 wurde Heller noch von seinem Fakultätskollegen Cajetan von Textor am Grauen Star erfolgreich operiert. Im selben Jahr starb er. Sein Herbarium ging nach seinem Tod an den Botanikprofessor August Schenk (1815–1891) und über diesen an die Universität Würzburg. Seine Nachfolge als Vorstand des Botanischen Gartens im Juliusspital trat 1840 der Zoologie-Professor Valentin Leiblein an.

## Schriften
- Flora Wirceburgensis. 2 Bände. Würzburg 1810–1811, und Supplement dazu 1815, Archive.